# Josep Viñas i Cuadras
Josep Viñas i Cuadras (Badalona, 1803-1875) va ser un polític i terratinent català, que va ser alcalde de Badalona entre 1856 i 1865.
Fill únic de Joan Viñas i Arquer i de Caterina Cuadras i Basté. Residia i va ser propietari de la masia de Can Viñas, actualment desapareguda. Entre 1828 i 1835 va ser secretari municipal de Badalona. Ideològicament, va ser un carlí convençut. Segons informació que recull l'historiador Josep M. Cuyàs, va ser secretari de Carles Maria Isidre de Borbó durant la primera guerra carlina, entre 1833 i 1840 i després va marxar a Cuba, on va fer fortuna gràcies a plantacions de tabac.
Al voltant de 1850 va tornar a Badalona i poc després va morir el seu pare, heretant la casa i les terres de la família, situades a la riera de Canyet i als veïnats de Sistrells i Llefià. Es desconeix si va abandonar mai les postures tradicionalistes, tot i que durant el darrer període del regnat d'Isabel II es va apropar a la Unió Liberal. Després de ser uns anys jutge de pau de Badalona, va ser nomenat alcalde de la vila el novembre de 1856, càrrec que va mantenir fins al 1865. Després també va ser jutge municipal, fins a 1868, quan la Junta Revolucionària, posterior a la revolució de Setembre, va destituir-lo. Durant el seu mandat al consistori es va aprovar el projecte del nou edifici de l'Ajuntament, que va realitzar Francisco de Paula del Villar y Lozano, que tradicionalment es deia que s'havia inspirat en el de la població cubana de Santa Clara, on es diu que Viñas tenia propietats. Tanmateix, Villar va modificar, de fet, un projecte per a casa consistorial de Sant Cugat del Vallès, obra d'Elies Rogent. A banda de l'activitat política, va ser apoderat del banquer Evarist Arnús en les gestions de la mina d'aigua de la seva finca.
Solter fins als 62 anys, el 23 de novembre de 1865 es va casar amb Maria Guardiola i Muñoz, que tenia 35 anys. El matrimoni no va tenir descendència, i a la mort de Viñas, el 16 de març de 1875, els seus béns van passar al seu cosí, Josep Viñas i Milà, per bé que va llegar-ne una part a la vídua, que va mantenir-se a Can Viñas a condició de mantenir la viduïtat.